# Naturschutzbund Deutschland
La Naturschutzbund Deutschland e.V. (NABU) è un'associazione registrata ed organizzazione non governativa tedesca, fondata nel 1899 per tutelare la biodiversità con particolare attenzione all'avifauna. Internazionalmente è affiliata all'ONG BirdLife International.
Si tratta della più grande e antica associazione ambientalista della Germania.

## Storia
Il 1º febbraio 1899 Lina Hähnle, moglie di un deputato del Reichstag nonché proprietario di un'industria tessile, fondò a Stoccarda la Bund für Vogelschutz (BfV; letteralmente "Associazione per la protezione degli uccelli") radunando a fine anno un totale di 3500 membri. Le prime aree protette gestite furono nei pressi di Giengen an der Brenz e Lauffen am Neckar, entrambe nel Baden-Württemberg.
Tra le prime campagne condotte dall'associazione ci furono quelle di contrasto alla caccia di garzette e uccelli del paradiso, cacciati per le pregiate piume indossate nel periodo riproduttivo. La BfV si occupò inoltre di portare avanti diverse campagne di informazione negli ambienti monarchici nordeuropei.